# الیزابت فلیکنشیت
الیزابت فلیکنشیت (آلمانی: Elisabeth Flickenschildt; ۱۶ مارس ۱۹۰۵ – ۲۶ اکتبر ۱۹۷۷) بازیگر، تهیه‌کننده فیلم و نویسنده اهل آلمان بود.
از فیلم‌ها یا برنامه‌های تلویزیونی که وی در آن نقش داشته‌است می‌توان به رامبرانت، روبرت کخ، و فاوست اشاره کرد.